# Seznam vodních mlýnů v Česku

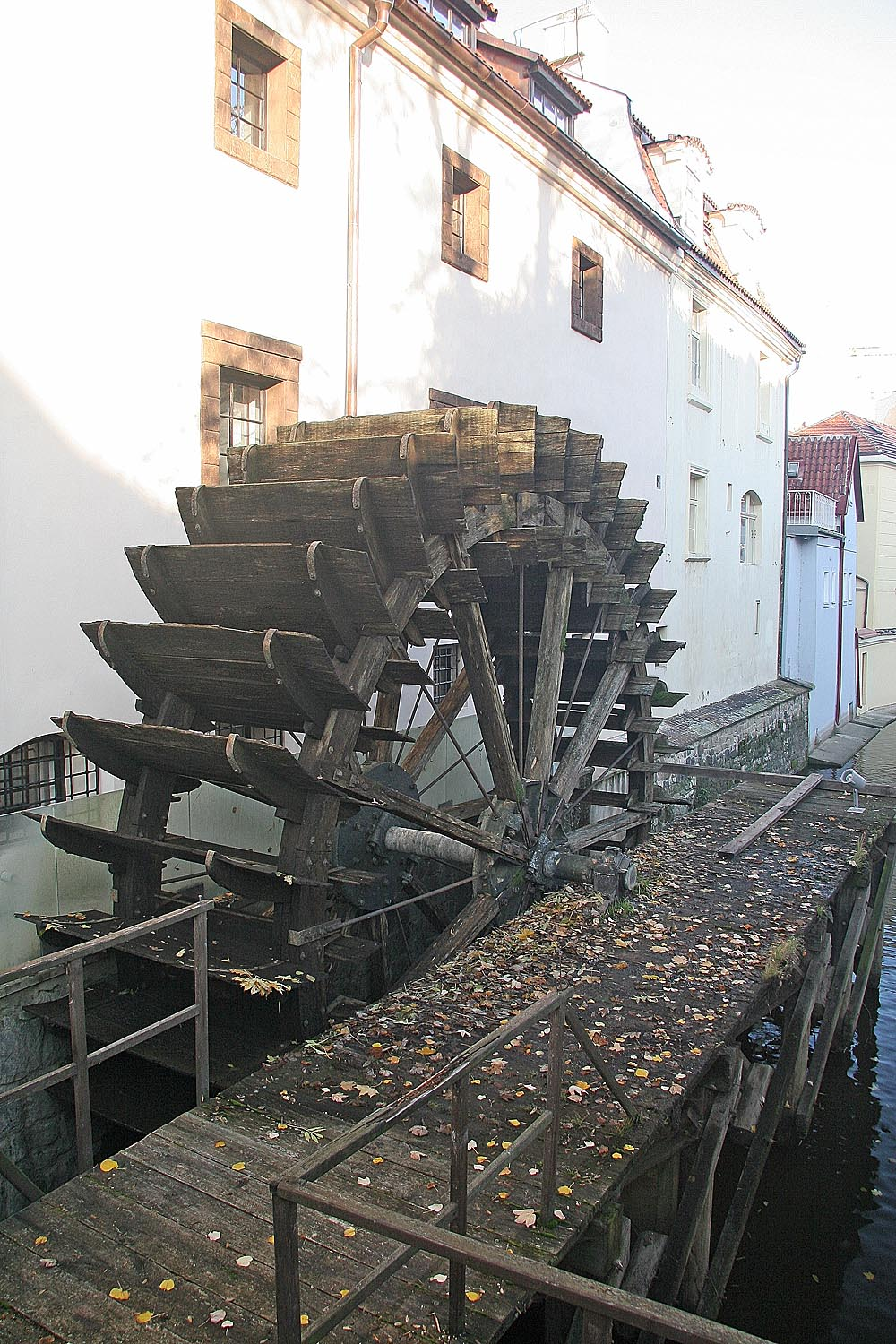
Velkopřevorský vodní mlýn

Seznam vodních mlýnů v České republice:

## Okres Benešov
- Dolejší mlýn (Jankov)
- Krupičkův mlýn
- Křešický mlýn
- Podelhotský mlýn
- Podlouňovický mlýn
- Slověnský mlýn
- Vodní mlýn Sázavského kláštera
- Vodní mlýn v Kožlí

## Okres Beroun
- Hořejší ostrovní mlýn
- Kodský mlýn
- Luční mlýn (Lochovice)

## Okres Blansko
- Crhovský mlýn
- Pirochtův mlýn
- Porčův mlýn
- Skalní mlýn
- Tenorův mlýn

## Okres Brno-město
- Cacovický mlýn

## Okres Brno-venkov
- Bučkův mlýn
- Buchalův vodní mlýn
- Vodní mlýn (Doubravník)
- Vodní mlýn (Hrubšice)
- Jarošův mlýn
- Kaprálův mlýn
- Klapalův mlýn
- Šildrův mlýn

## Okres Bruntál
- Kosárna (Karlovice)
- Vodní mlýn v Malé Štáhli

## Okres Břeclav
- Mlýn v Nových Mlýnech
- Vodní mlýn v Dolních Věstonicích
- Zámecký mlýn (Nejdek)
- Zámecký mlýn (Velké Němčice)

## Okres Česká Lípa
- Břehyňský mlýn
- Šibeniční mlýn
- Podhrázský mlýn (Staré Splavy)
- Vodní mlýn (Rousínov, okres Česká Lípa)
- Vodní mlýn ve Stráži pod Ralskem
- Wobischův mlýn

## Okres České Budějovice
- Královcův mlýn Hněvkovice
- Martinský mlýn
- Podvrážský mlýn
- Přední mlýn
- Reitingerův mlýn
- Stecherův mlýn
- Ungnadův mlýn

## Okres Český Krumlov
- Benešovský mlýn
- Hamerský mlýn
- Holubovský mlýn
- Klášterní mlýn (Vyšší Brod)
- Klášterní mlýn (Zlatá Koruna)
- Krumlovský mlýn
- Mrázkův mlýn
- Vošahlíkův mlýn

## Okres Děčín
- Čertův mlýn (Merboltice)
- Dolský mlýn (obec Kamenická Stráň)
- Hilgersdorfský mlýn
- Hornův mlýn na koření
- Králův mlýn
- Starý mlýn (Rožany)

## Okres Domažlice
- Kellnerův mlýn
- Ludvíkův mlýn
- Váchalův mlýn
- Vodní mlýn Paseka

## Okres Frýdek-Místek
- Vodní mlýn v Dolním Sklenově

## Okres Havlíčkův Brod
- Kobylí mlýn
- Malý Mlýnek
- Nový mlýn u Podmoklan

## Okres Hodonín
- Panský mlýn (Velká nad Veličkou)
- Podhajský mlýn (Suchov)
- Průžkův mlýn

## Okres Hradec Králové
- Kydlinov
- Mlýn Temešvár
- Nerošovský mlýn
- Popovický mlýn
- Vodní mlýn Boharyně
- Vodní mlýn (Běleč nad Orlicí)

## Okres Cheb
- Klášterní mlýn (Teplá)
- Mrázovský mlýn
- Vodní mlýn v Salajně

## Okres Chomutov
- Schörfův mlýn
- Steinkopfův mlýn
- Weiskopfův mlýn

## Okres Chrudim
- Blažkův mlýn
- Horní mlýn (Žumberk)
- Chládkův mlýn
- Králova pila a mlýn
- Mlýn Janderov
- Mlýn Skály
- Švandův mlýn v Ležákách
- Veverkův mlýn
- Vodní mlýn v Trhové Kamenici
- Vodní mlýn ve Svobodných Hamrech

## Okres Jablonec nad Nisou
- Vacardův mlýn

## Okres Jeseník
- Mlýn v Ostružné

## Okres Jičín
- Anderlův mlýn
- Benešův mlýn (Tužín)
- Bílkův mlýn
- Bílý mlýn (Kbelnice)
- Javorský mlýn
- Jiráňův mlýn
- Kalský mlýn
- Plecháčův mlýn
- Vávrův mlýn (Cidlina)
- Vodní mlýn Psinice

## Okres Jihlava
- Dolní mlýn (Telč)
- Dolní mlýn (Větrný Jeníkov)
- Chadimův mlýn
- Panský mlýn (Rančířov)
- Salavický mlýn
- Šimkův mlýn
- Šiškův mlýn
- Vodní mlýn Janov
- Vodní mlýn Kotnov
- Vodní mlýn Na Baště
- Vodní šindelna (přestavěný vodní mlýn)

## Okres Jindřichův Hradec
- Bílkovský mlýn
- Illův mlýn
- Jindrův mlýn
- Loucký mlýn
- Opatovický mlýn
- Šarochův mlýn
- Šulákův mlýn
- Vospělův mlýn
- Zámecký mlýn (Jindřichův Hradec)
- Zdechův mlýn
- Zelenkův mlýn (Třeboň)

## Okres Karlovy Vary
- Petrův mlýn
- Röckertův mlýn
- Týnišťský mlýn
- Vodní mlýn ve Pstruží
- Vodní mlýn ve Stráži nad Ohří

## Okres Karviná
- Janečkův mlýn
- Starý vodní mlýn (Český Těšín)

## Okres Kladno
- Baňkův mlýn
- Červený mlýn
- Dědkův mlýn
- Markův mlýn
- Nový mlýn
- Podhorův mlýn v Lidicích
- Proškův mlýn
- Sazenský mlýn
- Suchý mlýn
- Tuchlovický mlýn

## Okres Klatovy
- Bešťákův mlýn
- Flossmanův mlýn
- Janovický mlýn
- Kotrhův mlýn
- Kramlův mlýn
- Liteňský mlýn
- Mochovský mlýn (Sterzmühle)
- Nyklův mlýn
- Podbranský mlýn
- Podhrázský mlýn (Bezděkov)
- Podzámecký mlýn (Horažďovice)
- Schellův mlýn
- Svéradický mlýn
- Švihovský mlýn
- Truhlářský mlýn
- Vodní mlýn Pasička
- Vodní mlýn Tamíř
- Vodní mlýn v Hrádku
- Vracovský mlýn

## Okres Kolín
- Chouranický mlýn
- Klavarský mlýn
- Mlýn Bukačov
- Tuchorazský mlýn

## Okres Kroměříž
- Siebertův vodní mlýn

## Okres Kutná Hora
- Budčický mlýn
- Červený mlýn (Dolní Bučice)
- Feldekův mlýn
- Mlýn Buda
- Mlýn Dänemark
- Pernerův mlýn (Bratčice)
- Podměstský mlýn (Čáslav)
- Zámecký mlýn (Žehušice)

## Okres Liberec
- Automatický mlýn (Raspenava)
- Beranův mlýn
- Dolní mlýn (Český Dub)
- Kočvarův mlýn
- Markvartický mlýn (Ke Studánce)
- Markvartický mlýn (Mlýnská)

## Okres Litoměřice
- Barokní mlýn v Litoměřicích
- Brozanský mlýn
- Doksanský mlýn
- Dolní mlýn (Úštěk)
- Křížový mlýn
- Lucký mlýn
- Mastířovický mlýn
- Mlýn v Roudnici nad Labem
- Posádkový pšeničný mlýn v Terezíně
- Posádkový žitný mlýn v Terezíně
- Rochovský mlýn
- Staňkovický mlýn
- Vodní mlýn v Habřině

## Okres Louny
- Březenský mlýn
- Číňovský mlýn
- Jiráskovy mlýny (město Louny)
- Pacovský mlýn (u Žerotína)
- Postoloprtský mlýn
- Vernerův mlýn
- Vodní mlýn v Mradicích (vesnice Mradice)
- Zámecký mlýn (Brody)
- Zámecký mlýn (Pátek)

## Okres Mělník
- Červený mlýn (Veltrusy)
- Hlučovský mlýn
- Chudolazský mlýn
- Mlýn Kroužek
- Polabský mlýn
- Satranův mlýn
- Vodní mlýn Mlčeň
- Vodní mlýn Štampach
- Vodní mlýn v Osinaličkách
- Zámecký mlýn (Hořín)
- Liběchovský mlýn

## Okres Mladá Boleslav
- Buškovský mlýn
- Podvicmanovský mlýn
- Střehomský mlýn
- Mlýn v Košátkách
- Valentův mlýn (Bakov nad Jizerou)

## Okres Most
- Rudolický mlýn

## Okres Náchod
- Čížkův mlýn
- Pevnostní mlýn
- Rudrův mlýn
- Umlaufův mlýn
- Vodní mlýn Dřevíček
- Winterův mlýn
- Zelinkův mlýn

## Okres Nový Jičín
- Bartošovický mlýn
- Bítovský mlýn
- Děrné (vodní mlýn)
- Mlýny v Loučkách (Odry)
- Mlýny ve Stachovicích
- Murckův mlýn
- Vlkovický mlýn
- Vodní mlýn v Bernarticích nad Odrou
- Vodní mlýn Wesselsky (vesnice Loučky)

## Okres Nymburk
- Bučický mlýn
- Drahelický mlýn
- Jakubský mlýn
- Lazarův mlýn
- Přerovská obora

## Okres Olomouc
- Passingerův mlýn (Olomouc)
- Jakubský mlýn v Olomouci

## Okres Opava
- Bývalý Hanzlův mlýn
- Mlýn ve Lhotě u Opavy (vesnice Lhota u Opavy)
- Neplachovický mlýn

## Okres Ostrava-město
- Čertův Mlýn (Velká Polom)
- Ostravské mlýny
- Proskovický mlýn
- Třebovický mlýn

## Okres Pardubice
- Císařský mlýn (Pardubice)
- Horní mlýn (Býšť)
- Lipoltický mlýn
- Morávkův mlýn
- Vodní mlýn Dašice

## Okres Pelhřimov
- Dolní mlýn (Olešná)
- Klášterní mlýn (Želiv)
- Mlýn Chodeč
- Podzámecký mlýn v Červené Řečici
- Tomáškův vodní mlýn
- Vlkův mlýn (Čejov)

## Okres Písek
- Tlučkův mlýn

## Okres Plzeň-jih
- Dolní mlýn (Mítov)
- Horní mlýn (Zahrádka)
- Mlýn Žinkovy
- Vodní mlýn Na Krahulici
- Zámecký mlýn (Blovice)
- Zámecký mlýn (Lužany)

## Okres Plzeň-město
- Bílý mlýn (Nová Huť)
- Jílkův mlýn

## Okres Plzeň-sever
- Císařský mlýn (Čbán)
- Frantův mlýn
- Hargrův mlýn
- Ledecký mlýn
- Mlýn U Nováků
- Mlýn v Dolní Bělé

## Praha
- Seznam mlýnů v Praze

## Okres Praha-východ
- Dol
- Hodovský mlýn
- Horní panský mlýn
- Pilský mlýn pod Hodovem
- Podzámecký mlýn v Brandýse nad Labem
- Prokůpkův mlýn
- Vodní mlýn v Lázních Toušeni
- Vodní mlýn v Čelákovicích
- Zittův mlýn

## Okres Praha-západ
- Kalingerův mlýn
- Stará (radotínská) mlýnská cesta
  - Úhonický mlýn
  - Hořejší mlýn v Tachlovicích
  - Prostřední mlýn v Tachlovicích
  - Dolní mlýn v Tachlovicích
  - Hladkovský mlýn
  - Malý mlýn
  - Dubečský mlýn
  - Prantlerův (pivovarský) mlýn
  - Mlýn U Veselých (obec Choteč)
  - Cvrčkův mlýn
  - Kalinův mlýn

## Okres Prachatice
- Achatzův mlýn
- Blanický mlýn
- Budkovský mlýn
- Bürgerův mlýn
- Forkův mlýn
- Hanušův mlýn
- Keplův mlýn
- Mauricův mlýn
- Podedvorský mlýn
- Sovův mlýn
- Ziegrosserův mlýn

## Okres Prostějov
- Smržický mlýn s olejnou
- Ševčíkův mlýn
- Toufarův mlýn

## Okres Přerov
- Citovský mlýn
- Čočkův mlýn
- Dolní Mlýny (Podhoří)
- Vávrův mlýn (Vlkoš)

## Okres Příbram
- Bardův mlýn
- Brunclíkův mlýn
- Drahenický mlýn
- Křížkův mlýn
- Medalův mlýn
- Mlýn Krcál
- Novákův vodní mlýn
- Panský mlýn (Starosedlský Hrádek)
- Zíbův mlýn

## Okres Rakovník
- Budský mlýn
- Mlýn a malá vodní elektrárna ve Šlovicích
- Pustovětský mlýn

## Okres Rokycany
- Kornatický mlýn
- Mlýn u Guthů
- Ostrovecký mlýn
- Podžikovský mlýn

## Okres Rychnov nad Kněžnou
- Hrnčířův mlýn
- Podliský mlýn
- Rotterův mlýn
- Sedláčkův mlýn
- Schmidtův mlýn a pila
- Vodní mlýn U skály
- Vodní mlýn U Vondřejců

## Okres Semily
- Ábelův mlýn
- Dolení mlýn (Bradlecká Lhota)
- Dolení mlýn (Semily)
- Janatův mlýn
- Janatův mlýn v Košťálově
- Kovářův mlýn (Košťálov)
- Lukšův mlýn
- Machův mlýn v Kundraticích
- Makovský mlýn (Paseky nad Jizerou)
- Mikoláškův mlýn
- Mlýn Nebákov
- Podkostelní mlýn
- Riegrův mlýn
- Šírův mlýn
- Vejnarův mlýn
- Vodní mlýn Poddoubí (osada Poddoubí)
- Vodní mlýn v Dolní Sytové
- Zubatého mlýn

## Okres Sokolov
- Bühnlův mlýn
- Vítův mlýn

## Okres Strakonice
- Ducháčův mlýn
- Kabelíkův mlýn
- Mlýn ve Velké Turné
- Pilský mlýn (Sedlice)
- Podškolský mlýn
- Seberův mlýn
- Vodní mlýn Hoslovice (vesnice Hoslovice, nejstarší dochovaný vodní mlýn České republiky)

## Okres Svitavy
- Fritzův mlýn (Zářečí)
- Konšelský mlýn
- Panský mlýn (Litomyšl)
- Telecký mlýn

## Okres Šumperk
- Habermannův mlýn a Habermannova vila
- Vodní mlýn v Branné

## Okres Tachov
- Dehetenský mlýn
- Husmannův mlýn
- Kečovský mlýn
- Mýtský mlýn

## Okres Tábor
- Benešův mlýn
- Housův mlýn na břehu Tismenického potoka
- Kredlův mlýn
- Kvěchův mlýn

## Okres Teplice
- Malhostický mlýn
- Vodní mlýn v Dolánkách
- Klášterní mlýn (Osek)

## Okres Trutnov
- Havlův mlýn
- Prostřední mlýn ve Vlčkovicích
- Regnerův mlýn
- Staffův mlýn
- Suchánkův mlýn
- Špindlerův mlýn
- Šporkův mlýn
- Vodní mlýn v Horním Maršově

## Okres Třebíč
- Dašovský mlýn
- Kratochvílův mlýn
- Mohelský mlýn
- Vodní mlýn v Okříškách

## Okres Uherské Hradiště
- Bartkův mlýn
- Kozákův mlýn
- Pípalův mlýn
- Stojaspalův mlýn

## Okres Ústí nad Labem
- Grizzlochův mlýn
- Stadický mlýn
- Mlýn z Homole u Panny Týniště č.p. 28
- Starý mlýn (Zubrnice)
- Valschův mlýn Týniště č.p. 27
- Vodní mlýn ve Vlastislavi

## Okres Ústí nad Orlicí
- Betlém (vodní mlýn)
- Dolní mlýn (Horní Heřmanice)
- Dolní mlýn (Vysoké Mýto)
- Süsserův mlýn
- Vodní mlýn Písečná

## Okres Vsetín
- Mikulův mlýn
- Paláčkův mlýn

## Okres Vyškov
- Fricův mlýn

## Okres Zlín
- Chalupův mlýn
- Jakubíkův mlýn
- Žilínský mlýn

## Okres Znojmo
- Alinkov
- Andělský mlýn
- Domčický mlýn
- Drápalův mlýn
- Hammrschmiedův mlýn
- Jaroslavický mlýn
- Klášterní mlýn (Louka)
- Radkovský mlýn
- Tasovický mlýn
- Valův mlýn
- Vodní mlýn v Hlubokých Mašůvkách
- Vodní mlýn ve Slupi (obec Slup)
- Vodní mlýn (Vranov nad Dyjí)

## Okres Žďár nad Sázavou
- Brdíčkův mlýn
- Fixův mlýn
- Jimramovské mlýny
- Kupcův mlýn a pila
- Mlýn Chlébské
- Mlýn v Novém Veselí
- Podmedlovský mlýn
- Řihákův mlýn‎
- Vodní mlýn s pilou a olejnou
- Vodní mlýn v Cikháji
- Vodní mlýn v Petrovicích (Nové Město na Moravě)
- Zámecký mlýn (Žďár nad Sázavou)